# Jorge Khoury
Jorge Khoury Hedaye (Juazeiro, 16 de fevereiro de 1949) é um engenheiro e político brasileiro, notorizando-se por ter sido prefeito de Juazeiro entre 1983 e 1989.

## Biografia
Formou-se em engenharia civil pela Universidade Federal da Bahia em 1975.
Elegeu-se prefeito de Juazeiro pelo Partido da Frente Liberal (PFL) em 1983. Sua gestão transformou o município em um polo do agronegócio, com ênfase na irrigação. Exerceu o mandato até 1989.
Entre 1991 e 2011, exerceu cinco mandatos como deputado federal.
Além dos cargos como político, também atuou como superintendente da Secretaria da Indústria e Comércio (1975-1979), professor na UniBRAS (1976-1977), coordenador adjunto da Secretaria da Indústria e Comércio (1979-1980), diretor da Secretaria da Indústria e Comércio (1980-1982), secretário da Indústria, Comércio e Mineração da Bahia (1995-1998), secretário do Meio Ambiente e Recursos Hídricos da Bahia (2003), presidente da Comissão de Meio Ambiente e Desenvolvimento Sustentável e diretor executivo da Sebrae Bahia (2023-).

## Atividade política

### Mito da preguiça
Em 2000, Khoury contratou a Ernst & Young para realizar uma pesquisa para medir o absenteísmo do trabalhador baiano. A empresa de consultoria concluiu que os baianos eram "ativos", "interessados", "pontuais" e "fiéis à empresa".

### Ambientalismo
Durante sua gestão na Comissão de Meio Ambiente, Khoury recebeu R$ 370 mil do agronegócio e da indústria de celulose. Ele acredita que o enfrentamento das mudanças climáticas deve acontecer através de acordos entre ambientalistas e ruralistas, pela pauta ambiental ser inseparável de assuntos econômicos.
Durante a presidência da Secretaria do Meio Ambiente e Recursos Hídricos da Bahia, Khoury envolveu-se no projeto de transposição do rio São Francisco. Ele criticou o projeto do Governo Federal por não levar em conta a opinião de técnicos e da sociedade organizada.
Khoury foi favorável ao projeto de lei 6.424/05, apelidado de Floresta Zero, que alterava o Código Florestal Brasileiro, permitindo, entre outras coisas, que até 30% da reposição florestal nas áreas de reserva legal da Amazônia possa ser feita com espécies exóticas de palmeira. O projeto levou a um pedido de veto por ONGs como o Greenpeace. A PL foi pauta de matérias jornalísticas no exterior. A ideia do projeto é que o reflorestamento pudesse ser feito com um produto que pudesse dar retorno financeiro, como é o caso do dendê, usado na produção de biodiesel.
Em 2010, Khoury apoiou o adiamento do debate da alteração do Código Florestal e a Lei de Crimes Ambientais para 2011 para que não fosse prejudicado pelo ano eleitoral.

### Finanças e política
Khoury trabalhou para a instalação da Hyundai e da Malaguti na Bahia até 1998.
Khoury trabalhou na MP 2.074, que continha propostas complementares ao Plano Real. Entre outras regras, estava a proibição de registro de contratos comerciais em outras moedas permitindo a correção de valores apenas se o acordo tiver no mínimo um ano de duração.
Em 2008, Khoury gerou um relatório prevendo a queda de R$ 15,34 bilhões na coleta de tributos. Na ocasião, apoiou a instalação do orçamento participativo federal, onde seriam realizadas audiências públicas para estabelecer os investimentos locais.
Em 2008, votou contra a recriação da Contribuição Provisória sobre Movimentação Financeira (CPMF).
Em 2009, votou a favor da PEC dos Precatórios.
Em 2009, Khoury e outros 10 deputados do Democratas retiraram suas assinaturas da PEC do Terceiro Mandato, que permitiria duas reeleições aos cargos de prefeito, governador e presidente.

### Comissões Parlamentares de inquérito
Em 2001, Khoury participou da CPI do Finor, onde comandou, juntamente com Armando Monteiro (PMDB-PE) e Pedro Eugênio (PPS-PE), as mudanças no relatório de Múcio de Sá (PMDB-RN), que retirou as acusações contra a Frutop - Produtora de Alimentos Ltda., do governador do Ceará, Tasso Jereissati (PSDB) e rejeitou a emenda de José Pimentel (PT-CE) de suspender o repasse de recursos a 272 projetos em implantação.
Em 2007, a Câmara dos Deputados planejou instaurar a CPI Mista do Corinthians para investigar o contrato do Corinthians com a empresa Media Sports Investment (MSI) e apurar irregularidades em transações financeiras de clubes de futebol. A investigação levou a uma reação da Confederação Brasileira de Futebol (CBF), que fez com que diversos deputatos, incluindo Khoury, retirassem suas assinaturas e a CPI foi arquivada.
Em 2007, Khoury votou contra o recurso do Partido dos Trabalhadores (PT) que suspendeu a instalação da CPI do Apagão Aéreo.
Em 2007, votou a favor da instalação da CPI da TVA, do qual era da bancada de oposição, e que investigaria a venda da TVA, de propriedade do Grupo Abril, para a Telefônica.
Em 2007, foi titular da CPI das Escutas Telefônicas Clandestinas, que investigava o uso arbitrário de escutas telefônicas pelo Executivo.

### Polêmicas
Em 2009, Khoury usufruiu dos serviços de locação de carros da SC Comunicações, que foi acusada de ser uma empresa de faxada. Khoury afirmou que os serviços da empresa foram prestados.
Em 2010, o Ministério Público Federal no Distrito Federal entrou com uma ação na Justiça Federal do Distrito Federal acusando Jorge Khoury de ter nomeado um funcionário fantasma como secretário parlamentar. A assessoria de Khoury respondeu que no período da acusação ele estava licensiado para ocupar a Secretaria do Meio Ambiente da Bahia.